# Ionel Bandrabur
Ionel Bandrabur (n. 22 aprilie 1922, Panciu, Putna, România – d. 12 ianuarie 2016, Panciu, Vrancea, România) a fost un poet  și prozator român.

## Biografie
După ce a urmat Liceul „Unirea” din Focșani (1933-1941), Ionel Bandrabur devine student la Facultatea de Filosofie și Litere din Cluj (în refugiu la Sibiu, 1941-1945), unde își pregătește licența în domeniul filosofiei culturii sub îndrumarea lui Lucian Blaga. 
A debutat în 1939, cu poemul Stepa, sub pseudonimul Ilariu Spulber, în „Jurnalul literar” al lui George Călinescu, iar editorial, cu volumul de versuri Vrăjitorul de cuvinte (1940). Între anii 1945 și 1948 este ziarist independent la „Tribuna nouă” din Cluj.
Deținut politic în 1949, la Cluj și Arad, se vede după aceea constrâns să ducă o existență marginală, trecând de la o meserie la alta. Între anii 1957 și 1984 a fost profesor de limba franceză și de limba română la Liceul „Ioan Slavici” din Panciu. 
Bandrabur reapare în literatură în 1971 cu o carte de proză, Fântâna iadului, ajutat de Marin Preda, pe atunci director al Editurii Cartea Românească. Modalitatea predilectă de exprimare va fi de acum încolo romanul, dominat, în cele mai multe cazuri, de tehnicile și ticurile povestirii. Experiența de poet a lui Bandrabur se resimte stăruitor și în opera prozatorului, influențând particularitățile stilului, alegerea și interpretarea temelor, structura intimă a personajelor. Elementul autobiografic este intercalat în expunerea epică, de unde, tonalitatea lirică a scrierilor, ezitările în efortul de obiectivare. Privilegiată rămâne evocarea, în majoritatea cazurilor personajele stabilindu-și identitatea prin intervenția memoriei autorului sau a unui interpus.
Prozatorul utilizează procedeul povestirii „în ramă” (Fântâna iadului, 1971), maniera jurnalului literar (Un student de altădată, 1987) sau, în unele cazuri, reconstituirea istorică (Cândva de demult, 1991). Abordată în circumstanțe diverse, erotica ocupă în proza sa un spațiu larg, insistența asupra unor detalii fiziologice și mai puțin asupra psihologiei personajelor provocând din partea criticii literare unele obiecții. În genere, însă, se poate spune că scriitorul este „bun povestitor cu resurse memorialistice, pictor al provinciei clasice, colorabile umoristic și uneori prin ceea ce are licențios” (Marian Popa).

## Opera literară
- Vrăjitorul de cuvinte, Bolgrad, 1940
- Fântâna iadului, București, 1971
- Fiul primarului, București, 1976
- Hanul trăsnit, București, 1984
- Un student de altădată, Iași, 1987
- Cândva de demult, Galați, 1991
- Mă numesc Eva, București, 1996
- Flămândul, București, 1996
- Ora astrală a României, Focșani, 1997
- Banchetul dragostei, Focșani, 1998
- Gloria, Focșani, 1999
- Paradisul evident, Iași, 2002
- Voluptatea de a scrie, Iași, 2002
- Adevărul e în vin, Focșani, 2003
- Matusalem, Iași, 2004
- Iisus, acest necunoscut, Deva, 2004
- Lucia și nouă bărbați, Nova, 2005
- Orașul iubit, Focșani, 2005
- Aforisme pentru mileniul III, Galați, 2007
- Râsul Demiurgului, Focșani, 2007
- Eternalistul, București, 2007
- Râsul omului, Râmnicu Sarat, 2008
- Cartea adevărului, versuri, Focșani, 2010
- A doua carte a adevărului, Focșani, 2011
- O fată pură, Focșani, 2011
- Un student de altădată (ediția a doua), Focșani, 2011
- Ultima iubire, Iași, 2012
- A treia carte a adevărului, Focșani, 2013
- Secretul, Focșani, 2013